# فيليب آفريل
فيليب آفريل (بالفرنسية: Philippe Avril)‏ هو مبشر وقسيس فرنسي، ولد في 14 يوليو 1654 في أنغوليم في فرنسا، وتوفي في 1698 في بحر.